# Deutsche Burschenschaft in Österreich
Die Deutsche Burschenschaft in Österreich (DBÖ) (auch: Verband der Akademischen Burschenschaften in Österreich) ist ein pflichtschlagender Korporationsverband studentischer Verbindungen in Österreich. Ihr gehören derzeit 16 Burschenschaften an.

## Geschichte
Gegründet wurde der Verband nach dem Zweiten Weltkrieg in der Tradition der Burschenschaft der Ostmark als Allgemeiner Delegierten-Convent; seinen späteren Namen erhielt er 1959. Seit 1952 besteht mit der Deutschen Burschenschaft (DB) ein Arbeits- und Freundschaftsabkommen (Welser Abkommen). 
Ein Fusionsversuch mit der DB scheiterte 1961 am Widerstand zahlreicher bundesdeutscher Burschenschaften, die sich auf den staatsbürgerlichen Vaterlandsbegriff beriefen und nicht auf den der staatsübergreifenden deutschen Kulturnation. Daraufhin gründeten Burschenschaften aus DB und DBÖ die Burschenschaftliche Gemeinschaft (BG), eine auch heute noch bestehende verbandsübergreifende Arbeitsgemeinschaft, die in der Folge großen Einfluss auf die Verbandspolitik der DB ausüben konnte.
Mit dem sogenannten historischen Kompromiss beschloss die DB auf dem Burschentag des Jahres 1971, einerseits die Pflichtmensur als Verbandsprinzip aufzugeben und andererseits Burschenschaften aus Österreich die Mitgliedschaft in der DB zu ermöglichen. 
Die große Mehrzahl der österreichischen akademischen Burschenschaften ist seitdem der DB beigetreten, zudem gehören praktisch alle verbliebenen DBÖ-Burschenschaften zugleich auch der BG an. Die Bedeutung des Verbandes hat daher in letzter Zeit stark abgenommen.